# Al-Hudud ach-Chamaliya
Al-Houdoud ach-Chamaliya (arabe : منطقة الحدود الشمالية API : /ælħuˈduːd æʃːæmæːˈliːjæ/, « Les frontières du nord ») est une province d'Arabie saoudite, frontalière de l'Irak. 
Sa superficie est de 117 797 km2 et sa population de 237 100 habitants en 1999, et de 320 524 en 2010. 
Sa capitale est Arar.
Le point culminant est à 1128 m.

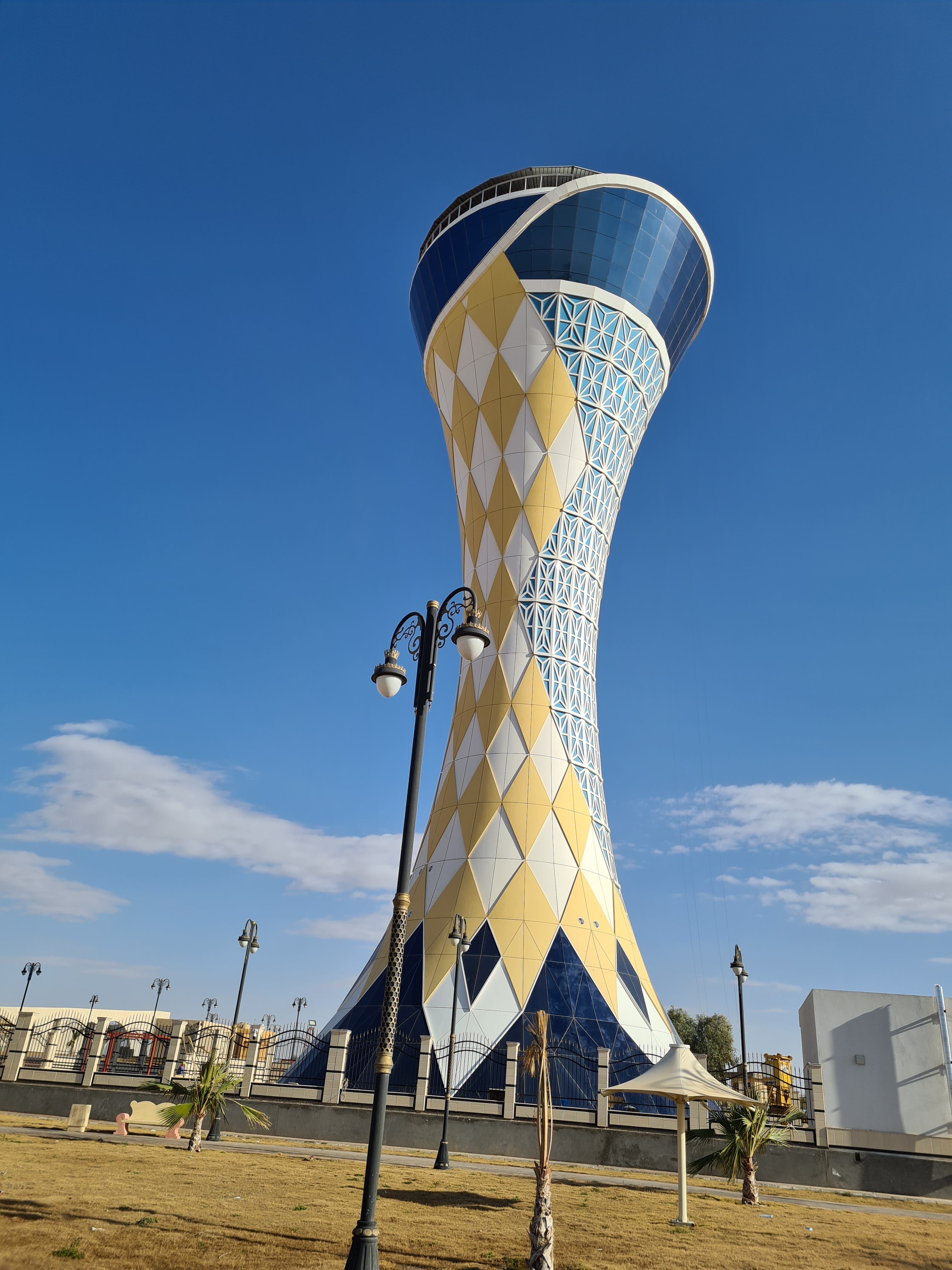
Château d'eau d'Arar à Arar, la capitale de la région des frontières du nord

Le climat permet des activités agricoles diverses : dattes, fruits, légumes, chameaux, chèvres, moutons.
La province est le passage obligé de nombreux pèlerins irakiens.
Les agglomérations sont, d'ouest en est : Turaif, Al Jalamid, Badanah, Arar (la capitale), Al Uwayqilah, Ad Duwayd, Lawqah, Rafhâ, Birkat al Jumaymah, Ash Shu'bah, Nisab et Al Waqbah.
Les habitants de la province sont tous musulmans sunnites.